# Сандра Шарич
Сандра Шарич  (хорв. Sandra Šarić, 8 травня 1984) — хорватська тхеквондистка, олімпійська медалістка.

## Виступи на Олімпіадах
| Олімпіада  | Дисципліна | Місце |
| ---------- | ---------- | ----- |
| Афіни 2004 | до 67 кг   | 11T   |
| Пекін 2008 | до 67 кг   | 3T    |